# Hatsukoi Limited
Hatsukoi Limited (初恋限定, Hatsukoi Gentei) é um mangá shōnen de comédia romântica de Mizuki Kawashita. Foi publicado pela Shueisha na revista de mangá Weekly Shōnen Jump de 1 de outubro de 2007 a 26 de maio de 2008 e posteriormente publicado em quatro volumes tankōbon. O mangá retrata vinhetas das vidas amorosas de oito moças estudantes do ensino secundário.
Foi adaptado em um CD drama em fevereiro de 2009 e em uma light novel em 23 de março do mesmo ano. Foi também adaptado em uma série de anime de 12 episódios produzida pelo estúdio J.C.Staff e emitida no Japão de 11 de abril a 27 de junho de 2009.